# Phaonia aureipollinosa
Phaonia aureipollinosa este o specie de muște din genul Phaonia, familia Muscidae, descrisă de Xue și Wang în anul 1986. Conform Catalogue of Life specia Phaonia aureipollinosa nu are subspecii cunoscute.